# Littlemoss
Littlemoss – osada w Anglii, w hrabstwie Wielki Manchester, w dystrykcie metropolitalnym Tameside. Leży 2,3 km od miasta Ashton-under-Lyne, 7,9 km od centrum miasta Manchester i 260,4 km od Londynu. W 1951 roku civil parish liczyła 1623 mieszkańców.